# Cristalografía

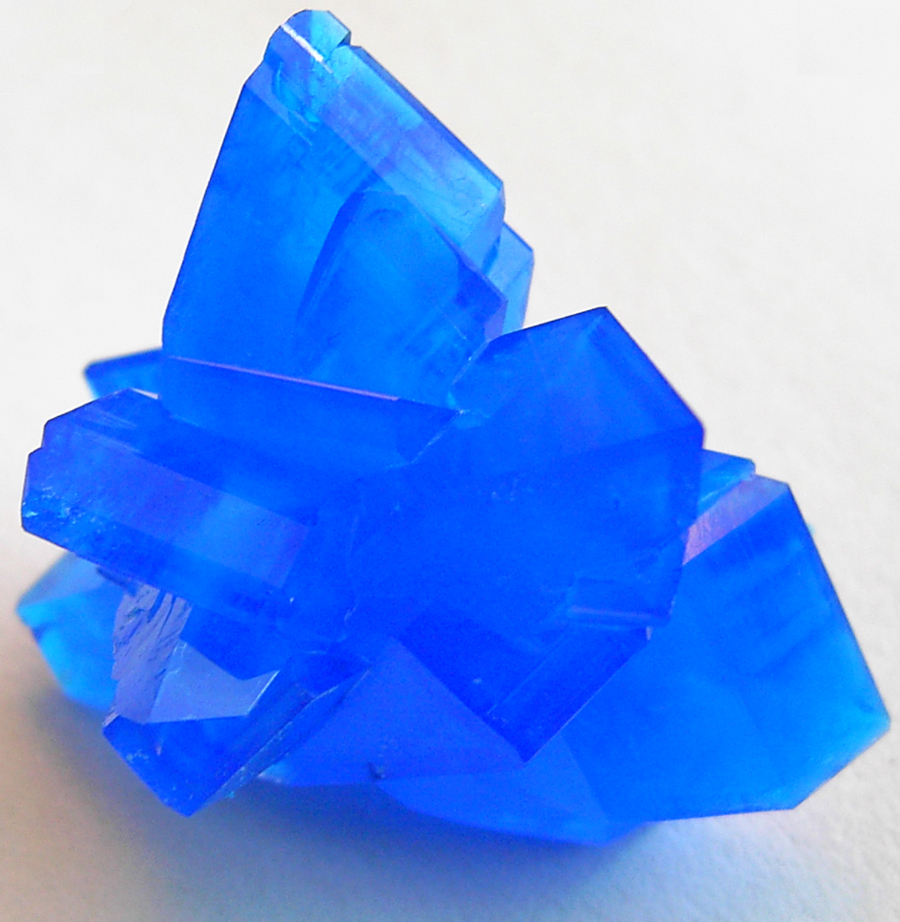
Cristales de sulfato de cobre (II). Estos cristales tienen una estructura cristalina triclínica.

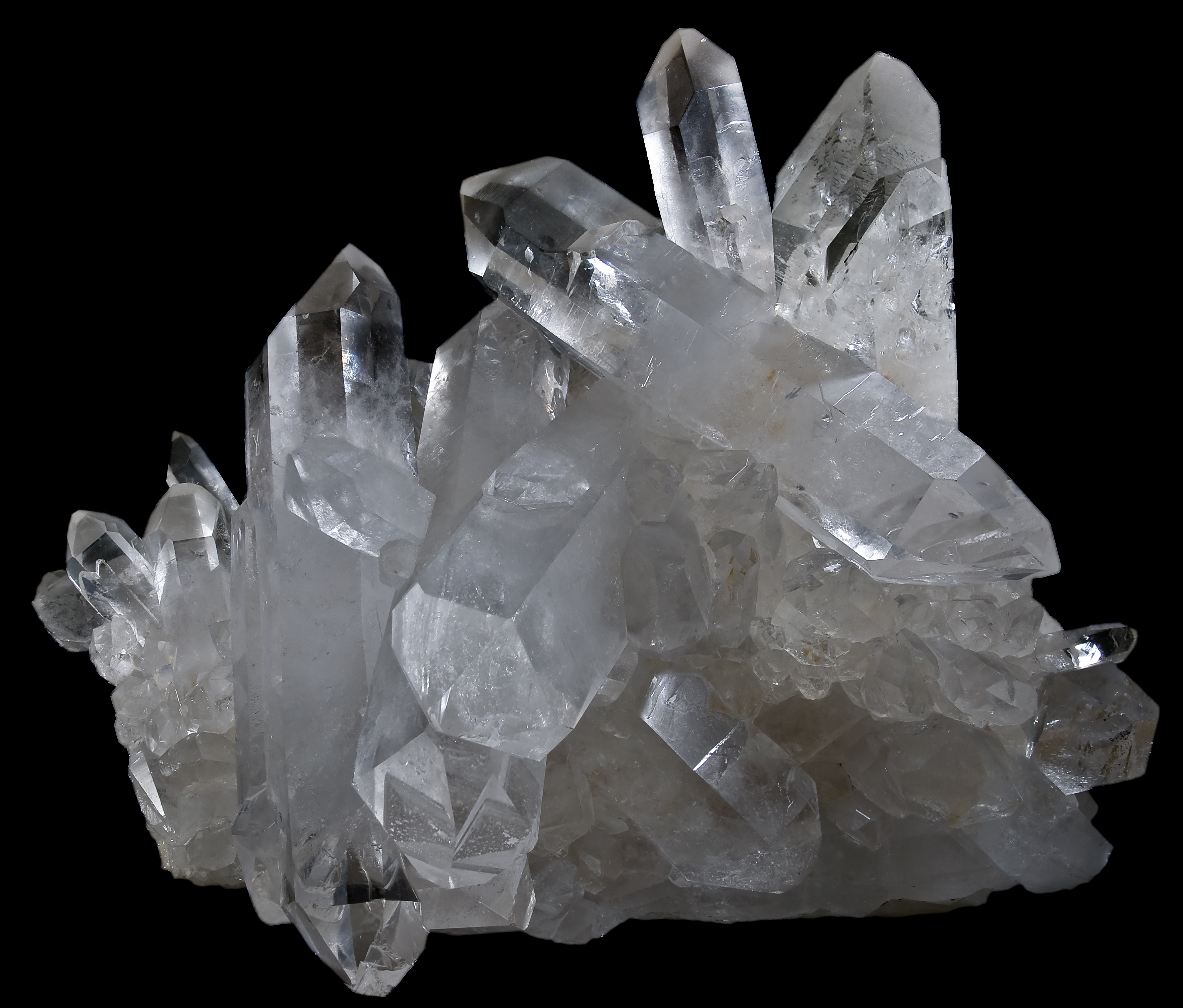
Cristales de cuarzo de Minas Gerais, Brasil.

La cristalografía es la ciencia que estudia los cristales. La mayoría de los minerales, compuestos orgánicos y numerosos materiales, adoptan estructuras cristalinas cuando se han producido las condiciones favorables. Originalmente el estudio de la cristalografía incluía el estudio del crecimiento y la geometría externa de estos cristales, pasando posteriormente al estudio de su estructura interna y de su composición química. Los estudios de la estructura interna se apoyan fuertemente en el análisis de los patrones de difracción que surgen de una muestra cristalina al irradiarla con un haz de rayos X, neutrones o electrones. La estructura cristalina también se puede estudiar por medio de microscopía electrónica. Uno de sus objetivos es conocer la posición relativa de los átomos, iones y moléculas que los constituyen y sus patrones de repetición o empaquetamiento, es decir, su estructura tridimensional.
La disposición de los átomos en un cristal se puede conocer por difracción de rayos X, de neutrones o electrones. La química cristalográfica estudia la relación entre la composición química, la disposición de los átomos y las fuerzas de enlace entre estos. Esta relación determina propiedades físicas y químicas de los minerales.
Cuando las condiciones son favorables, cada elemento o compuesto químico tiende a cristalizarse en una forma definida y característica. Así, la sal común tiende a formar cristales cúbicos, mientras que el granate, que a veces forma también cubos, se encuentra con más frecuencia en dodecaedros o triaquisoctaedros. A pesar de sus diferentes formas de cristalización, la sal y el granate cristalizan siempre en la misma clase y sistema.
En teoría son posibles treinta y dos clases cristalinas, pero solo una docena incluye prácticamente a todos los minerales comunes y algunas clases nunca se han observado. Estas treinta y dos clases se agrupan en seis sistemas cristalinos, caracterizados por la longitud y posición de sus ejes. Los minerales de cada sistema comparten algunas características de simetría y forma cristalina, así como muchas propiedades ópticas importantes.
La cristalografía es una técnica importante en varias disciplinas científicas, como la química, física y biología y tiene numerosas aplicaciones prácticas en medicina, mineralogía y desarrollo de nuevos materiales. Por su papel en «hacer frente a desafíos como las enfermedades y los problemas ambientales», la UNESCO declaró el 2014 como el Año Internacional de la Cristalografía.

## Origen del nombre
El primer uso del término cristalografía relativo al estudio de los cristales se debe al médico y yatroquímico suizo Moritz Anton Cappeller (1685-1769), que lo utilizó en 1723 en su obra Prodromus crystallographiae de crystallis improprie sic dictis commentarium.

## Teoría
Un material cristalino es aquel en el que los átomos se estructuran en redes basadas en la repetición tridimensional de sus componentes. La estructura repetitiva se denomina celda unitaria. Los cristales se clasifican según las propiedades de simetría de la celda unitaria. Estas propiedades de simetría también se manifiestan en ocasiones en simetrías macroscópicas de los cristales, como formas geométricas o planos de fractura. El estudio de la cristalografía requiere un cierto conocimiento del grupo de simetría. La resolución de cualquier sistema óptico está limitada por el límite de difracción de la luz, que depende de su longitud de onda. Por lo tanto, la claridad general de los mapas de densidad de electrones cristalográficos resultantes depende en gran medida de la resolución de los datos de difracción, que se pueden clasificar como: baja, media, alta y atómica.

### Elementos de simetría

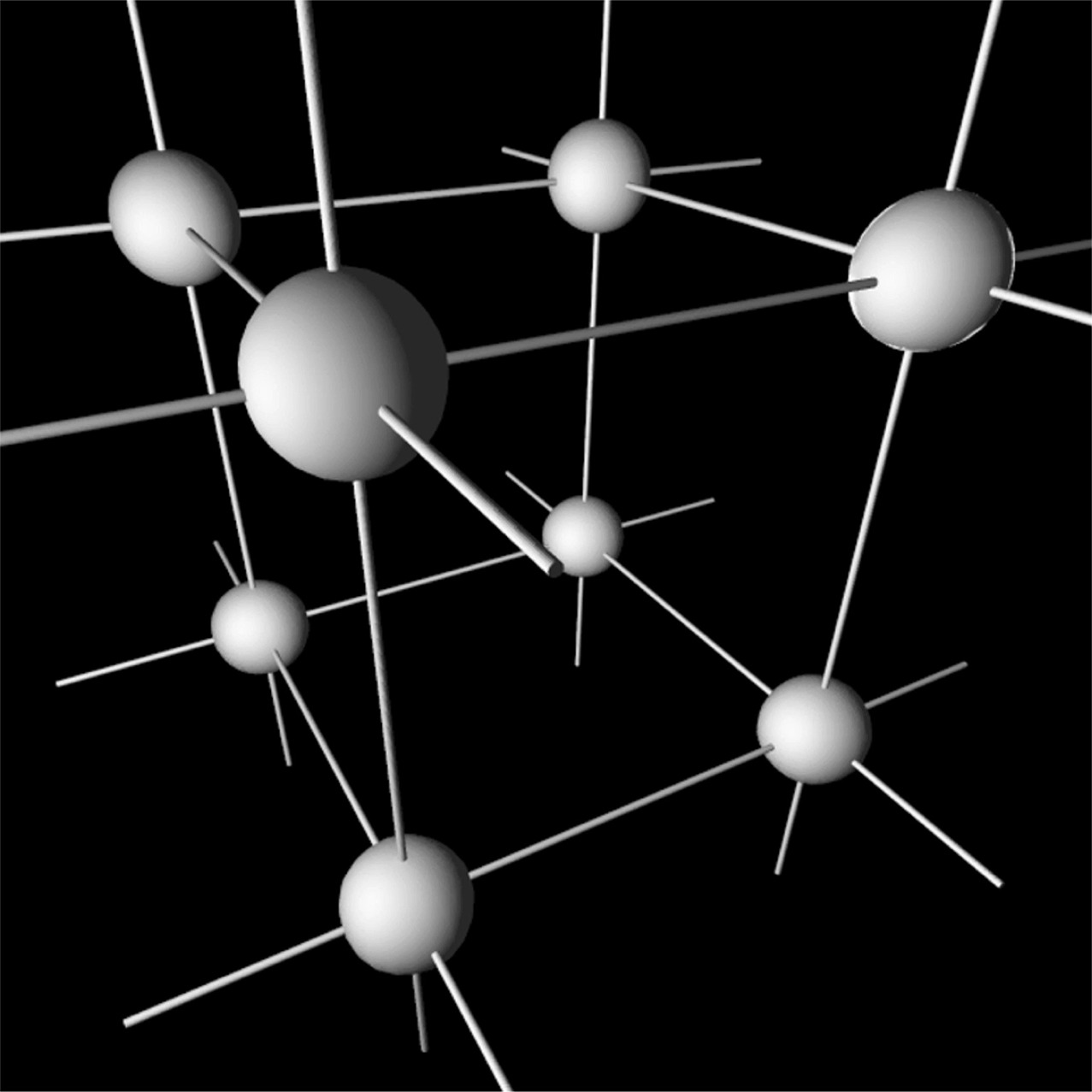
Modelo de red de un sistema cristalino cúbico simple.

Las celdas fundamentales de un cristal presentan elementos de simetría, que son:
- Eje de simetría: es una línea imaginaria que pasa a través del cristal, alrededor de la cual, al realizar este un giro completo, repite dos o más veces el mismo aspecto. Los ejes pueden ser: monarios, si giran el motivo una vez (360°); binarios, si lo giran dos veces (180°); ternarios, si lo giran tres veces (120°); cuaternarios, si lo giran cuatro veces (90°); o senarios, si giran el motivo seis veces (60°).
- Plano de simetría: es un plano imaginario que divide el cristal en dos mitades simétricas especulares, como el reflejo en un espejo, dentro de la celda. Puede haber múltiples planos de simetría. Se representa con la letra m.
- Centro de simetría: es un punto dentro de la celda que, al unirlo con cualquiera de la superficie, repite al otro lado del centro y a la misma distancia un punto similar.
- Sistemas cristalinos: todas las redes cristalinas, al igual que los cristales, que son una consecuencia de las redes, presentan elementos de simetría. Si se clasifican los 230 grupos espaciales según los elementos de simetría que poseen, se obtienen 32 clases de simetría (cada una de las cuales reúne todas las formas cristalinas que poseen los mismos elementos de simetría) es decir, regular o cúbico, tetragonal, hexagonal, romboédrico, rómbico, monoclínico y triclínico.

### Tipos de hábito cristalino
El hábito es el aspecto externo del cristal, los distintos tipos de hábito dependen de la estructura del mineral y de las condiciones externas en las que se forman, son:
- Hábito cristalino: es el aspecto que presenta un cristal como consecuencia del diferente desarrollo de sus caras.
- Hábito acicular: cristales con gran desarrollo de caras verticales. Tienen aspecto de agujas.
- Hábito hojoso: cristales con aspecto de hojas por el gran desarrollo de las caras horizontales.

### Formas cristalográficas
Es el conjunto de caras iguales que están relacionadas por su simetría:
- Una sola cara: pedión
- Dos caras:
  - Pinacoide: iguales y paralelas relacionadas por un plano o eje binario
  - Domo: no paralelas que se relacionan por un plano
  - Esfenoide: no paralelas relacionadas por un eje binario
- Prismas, pirámides, bipirámides, trapezoedros, escalenoedros
- Clases cristalinas

Las posibles agrupaciones de los elementos de simetría en los cristales son solamente treinta y dos, que, a su vez, se reagrupan en los denominados siete sistemas cristalinos (cúbico, tetragonal, hexagonal, trigonal o romboédrico, ortorrómbico, monoclínico y triclínico).

### Propiedades
- Sistema triclínico (a≠b≠c {\displaystyle \alpha }≠{\displaystyle \beta }≠{\displaystyle \gamma }≠90°): no posee ninguna simetría mínima.
- Sistema monoclínico (a≠b≠c {\displaystyle \alpha }={\displaystyle \gamma }=90°≠{\displaystyle \beta }>90°): Presenta como simetría mínima un eje de rotación binario o un eje de inversión binario (=plano de simetría)
- Sistema ortorrómbico (a≠b≠c {\displaystyle \alpha }={\displaystyle \beta }={\displaystyle \gamma }=90°): Como mínimo posee tres ejes binarios perpendiculares entre sí.
- Sistema tetragonal (a=b≠c {\displaystyle \alpha }={\displaystyle \beta }={\displaystyle \gamma }=90°): posee como característica fundamental un eje de rotación cuaternario o un eje de inversión cuaternario.
- Sistema hexagonal (a=b≠c {\displaystyle \alpha }={\displaystyle \beta }=90°, {\displaystyle \gamma }=120°): su característica fundamental es la presencia de un eje de rotación senario o un eje de inversión senario (eje ternario + plano de simetría perpendicular). Para mayor precisión, generalmente se introduce un cuarto eje i, coplanario con a y b, que forma un ángulo de 120° con cada uno de ellos, así la cruz axial será (a=b=i≠c {\displaystyle \alpha }={\displaystyle \beta }=90°, {\displaystyle \gamma }=120°).
- Índices de Miller hexagonales: como se trabaja con un cuarto índice, que se sitúa en el plano a1 a2 y a 120° de cada uno de estos ejes, los planos hexagonales se van a representar por cuatro índices (hkil). El valor de i se determina como -(h+k).
- Sistema romboédrico o trigonal (a=b=c {\displaystyle \alpha }={\displaystyle \beta }={\displaystyle \gamma }≠90°): su característica común es la presencia de un eje de rotación ternario o un eje de inversión ternario (eje ternario + centro de simetría).
- Sistema cúbico (a=b=c {\displaystyle \alpha }={\displaystyle \beta }={\displaystyle \gamma }=90°): posee como característica fundamental cuatro ejes de rotación ternarios inclinados a 109,47°.

## Métodos
Los métodos cristalográficos se apoyan fuertemente en el análisis de los patrones de difracción que surgen de una muestra cristalina al irradiarla con un haz de rayos X, neutrones o electrones. La estructura cristalina también puede ser estudiada por medio de microscopía electrónica.

## La cristalografía en biología
La cristalografía asistida por rayos X es el principal método de obtención de información estructural en el estudio de proteínas y otras macromoléculas orgánicas (como la doble hélice de ADN, cuya forma se identificó en patrones de difracción de rayos X). El análisis de moléculas tan complejas y, muy especialmente, con poca simetría requiere un análisis muy complejo, utilizándose ordenadores para que el modelo molecular y empaquetamiento cristalino que se propone sea coherente con el patrón de difracción experimental. La primera estructura cristalina de una macromolécula se resolvió en 1958, un modelo tridimensional de la molécula de mioglobina obtenido por análisis de rayos X.
El Banco de Datos de Proteínas (PDB) contiene información estructural de proteínas y otras macromoléculas biológicas. La cristalografía de neutrones se usa a menudo para ayudar a refinar estructuras obtenidas por métodos de rayos X o para resolver un enlace específico; los métodos a menudo se consideran complementarios, ya que los rayos X son sensibles a las posiciones de los electrones y se dispersan con mayor fuerza en los átomos pesados, mientras que los neutrones son sensibles a las posiciones del núcleo y se dispersan con fuerza incluso en muchos isótopos ligeros, incluidos el hidrógeno y el deuterio.
La cristalografía electrónica se ha utilizado para determinar algunas estructuras de proteínas, sobre todo proteína de membranas y cápside viral.

## La cristalografía en ingeniería de materiales

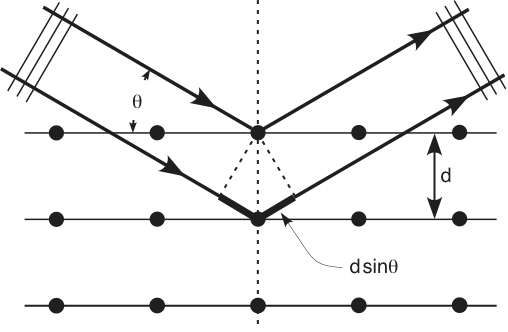
Difracción de Bragg a partir de una red cristalina cúbica. Ondas planas que inciden en una red cristalina con un ángulo θ

Las propiedades de los materiales cristalinos dependen en gran medida de su estructura cristalina. Los materiales de ingeniería son por lo general materiales policristalinos. Así como las propiedades del monocristal están dadas por las características de los átomos del material, las propiedades de los policristales son determinadas por las características y la orientación espacial de los cristales que lo componen.
La técnica de difracción de rayos X permite estudiar la estructura del monocristal mediante la identificación de los planos difractantes según la ley de Bragg, lo cual es útil para la determinación de fases. Además, los métodos cristalográficos permiten estudiar también la distribución de orientaciones cristalográficas en un material, conocida también como textura cristalográfica.
Otras propiedades físicas también están vinculadas a la cristalografía. Por ejemplo, los minerales de la arcilla forman estructuras pequeñas, planas y en forma de placas. La arcilla se puede deformar fácilmente porque las partículas en forma de placas pueden deslizarse entre sí en el plano de las placas, pero permanecen fuertemente conectadas en la dirección perpendicular a las placas. Dichos mecanismos se pueden estudiar mediante medidas cristalográficas de textura.
En otro ejemplo, el hierro se transforma de una estructura cúbica centrada en el cuerpo (bcc) llamada ferrita a una cúbica centrada en la cara (fcc) estructura llamada austenita cuando se calienta. La estructura fcc es una estructura compacta a diferencia de la estructura bcc; por tanto, el volumen del hierro disminuye cuando se produce esta transformación.
La cristalografía es útil en la identificación de fases. Al fabricar o usar un material, generalmente es deseable saber qué compuestos y qué fases están presentes en el material, ya que su composición, estructura y proporciones influirán en las propiedades del material. Cada fase tiene una disposición característica de los átomos. Se puede usar la difracción de rayos X o de neutrones para identificar qué estructuras están presentes en el material y, por lo tanto, qué compuestos están presentes. La cristalografía cubre la enumeración de los patrones de simetría que pueden formar los átomos en un cristal y por esta razón está relacionada con la teoría de grupos.

## Literatura de referencia
La serie  International Tables for Crystallography es una serie de ocho libros que describe las notaciones estándar para formatear, describir y probar cristales. La serie contiene volúmenes que cubren métodos de análisis y procedimientos matemáticos para determinar la estructura orgánica a través de cristalografía de rayos X, difracción de electrones y difracción de neutrones. Las tablas internacionales se centran en procedimientos, técnicas y descripciones y no enumeran las propiedades físicas de los cristales individuales en sí. Cada libro tiene unas 1000 páginas y los títulos de los libros son:
Vol A -  Space Group Symmetry,
Vol A1 - Symmetry Relations Between Space Groups,
Vol B -  Reciprocal Space,
Vol C - Mathematical, Physical, and Chemical Tables,
Vol D - Physical Properties of Crystals,
Vol E - Subperiodic Groups,
Vol F - Crystallography of Biological Macromolecules, and
Vol G - Definition and Exchange of Crystallographic Data.